# Darrigsdorf
Darrigsdorf is een klein dorp in de Duitse gemeente Wittingen in de deelstaat Nedersaksen. De dorpskerk stamt uit de vijftiende eeuw. Tot 1974 was het dorp een zelfstandige gemeente.